# Gary McAllister
Gary McAllister MBE (sinh ngày 25 tháng 12 năm 1964 ở Newarthill, Motherwell) là một cựu cầu thủ bóng đá và huấn luyện viên người Scotland, người hiện nay đang có lần thứ hai làm trợ lý huấn luyện viên cho câu lạc bộ Aston Villa. khi còn thi đấu ông chơi ở vị trí tiền vệ phòng ngự. Anh bắt đầu sự nghiệp của mình tại quê nhà Motherwell trước khi dọn đến Leicester City để bắt đầu sự nghiệp chuyên nghiệp ở tuổi 20, nơi anh đã gắn bó 5 năm. Sau đó anh chơi cho câu lạc bộ Leeds United với giá 1 triệu bảng và chơi cho Coventry City trước khi chơi cho Liverpool. Tại sân Elland Road anh đã giành được chức vô địch năm 1992 và thường xuyên được gọi vào đội tuyển quốc gia.

## Tại Liverpool
Huấn luyện viên người Pháp Gérard Houllier mang Gary McAllister về sân Anfield mùa hè năm 2000. Cho dù lúc đến Liverpool, tuổi tác anh đã cao nhưng anh là một tiền vệ có lối chơi thông minh, kĩ thuật và luôn có những pha ghi bàn ngoạn mục.
Tháng 2 năm 2001 anh được câu lạc bộ gia hạn hợp đồng. Đây cũng là năm đáng nhớ của McAllister và câu lạc bộ khi Liverpool dành cú ăn ba tham dự Champions League. Anh giành danh hiệu đầu tiên khi anh vào sân từ băng ghế dự bị trong trận chung kết Worthington Cup và đã ghi bàn trong loạt sút luân lưu.

## Thành tích
Ngày 16 tháng 4 năm 2001, trong trận chung kết tại sân Goodison Park. Liverpool được hưởng 1 quả đá phạt từ cự li 40 mét ở phút thứ 94, McAllister được giao nhiệm đá phạt. Anh đã tung cú sút mạnh và chính xác làm tung lưới Everton. Ba ngày sau McAllister một lần nữa trở thành người hùng của sân Anfield khi anh sút thành công quả phạt đề đảm bảo giúp Liverpool giành chiến thắng trước Barcelona tại Anfield để bước vào trận chung kết UEFA Cup.
Tuần tiếp theo đó, chung kết FA Cup McAllister vào sân từ băng ghế dự bị và chính anh đã kiến tạo cơ hội cho Michael Owen giúp Liverpool lội ngược dòng thành công trước Arsenal dành chiếc cúp thứ hai của mùa bóng. Tiếp đến Liverpool đánh bại Alaves 5-4 để dành cúp UEFA tại Dortmund. Anh ghi bàn từ 1 quả penalty và kiến tạo 3 tình huống ghi bàn khác, bao gồm pha sút phạt dẫn đến bàn thắng vàng. Anh bắt đầu mùa giải 2001-2002 với một danh hiệu nữa. Liverpool dành Charity Shield với cú sút phạt đền thành công của anh trong chiến thắng 2-1 trước Manchester United. Anh tham dự trận tranh siêu cúp thắng Bayern Munich 3-2 ở Monaco.

## Danh hiệu

### Cầu thủ
Motherwell
- Scottish First Division: 1984–85[1]

Leeds United
- Football League First Division: 1991–92[1]
- FA Charity Shield: 1992[2]

Liverpool
- FA Cup: 2000–01[1]
- Football League Cup: 2000–01[1]
- FA Charity Shield: 2001[3]
- UEFA Cup: 2000–01[4]
- UEFA Super Cup: 2001[1]